# Bijaspur, Shorapur
Bijaspur là một làng thuộc tehsil Shorapur, huyện Gulbarga, bang Karnataka, Ấn Độ.